# Domus de Maria
Domus de Maria is een gemeente in de Italiaanse provincie Zuid-Sardinië (regio Sardinië) en telt 1579 inwoners (31-12-2004). De oppervlakte bedraagt 96,6 km², de bevolkingsdichtheid is 16 inwoners per km².
De volgende frazioni maken deel uit van de gemeente: Chia, Eden Rock, Setti Ballas.

## Demografie
Domus de Maria telt ongeveer 636 huishoudens. Het aantal inwoners steeg in de periode 1991-2001 met 7,0% volgens cijfers uit de tienjaarlijkse volkstellingen van ISTAT.
| Jaar | Inwoneraantal |
| ---- | ------------- |
| 1991 | 1444          |
| 2001 | 1545          |

## Geografie
De gemeente ligt op ongeveer 66 m boven zeeniveau.
Domus de Maria grenst aan de volgende gemeenten: Pula, Santadi (CI), Teulada.